# Pilonycteris celebensis
Pilonycteris celebensis — вид рукокрилих, родини Криланових.

## Поширення, поведінка
Цей вид мешкає на острові Сулавесі і прилеглих островах, Індонезія. Цей вид зазвичай зустрічається в лісах на висоті до 1400 м над рівнем моря. Він також часто трапляється у змішаних садах і на відкритих майданчиках. Лаштує сідала в печерах.